# Generative Semantik
Die Generative Semantik ist ein generatives Grammatikmodell, das in den 1960er Jahren von George Lakoff, James D. McCawley, Paul M. Postal und John Robert Ross entwickelt wurde, als Reaktion auf Noam Chomskys Vernachlässigung der Semantik in der Transformationsgrammatik (TG). 
Chomsky hatte die Generative Grammatik im Zusammenhang mit seiner Kritik am amerikanischen taxonomischen Strukturalismus konzipiert, der nur objektivierbare Phänomene der Grammatik durch Klassifizieren und Segmentieren in die Grundbestandteile analysierte, jedoch nicht das die Sprache organisierende abstrakte Regelsystem (Tiefenstruktur), aus dem durch verschiedene Transformationen normalsprachliche Sätze (Oberflächenstruktur) abgeleitet (generiert) werden.
Diesen Prozess wollte Chomsky in seiner TG abbilden, allerdings zuerst ohne die schwer exakt fassbaren Wortbedeutungen. Er erweiterte jedoch sein Modell 1965 mit der Interpretativen Semantik und schlug 1970 eine lexikalistische Alternative zur generativen Semantik vor. 
Die Diskussion um diese semantische Komponente löste die als Linguistics Wars – Lakoff gegen Chomsky bekannt gewordene Auseinandersetzung nordamerikanischer Wissenschaftler aus und führte zur Konzeption der Generativen Semantik, z. T. mit Rückgriff auf europäische Linguisten (z. B. Louis Hjelmslev und Lucien Tesnière). Im Unterschied zu Chomskys TG werden die den Sätzen einer Sprache zugrunde liegenden Tiefenstrukturen nicht als syntaktisches Regelsystem verstanden, sondern als semantische Repräsentationen (Prädikat-Argument-Strukturen – wie in der Prädikatenlogik).

## Vergleich mit derInterpretativen SemantikderTransformationsgrammatik
→ siehe auch: Interpretative Semantik, Vergleich mit der Generativen Semantik (GS) von George Lakoff, Linguistik-Kriege
Die Arbeiten von Lakoff setzen auf den Theorien von Chomsky zur generativen Transformationsgrammatik auf und beschreiten einen semantisch bereicherten Ansatz einer Kasusgrammatik. Die Erweiterungen von Lakoff wurden im Zusammenhang der Modellstrukturen künstlicher Intelligenz weiter verwendet.
Lakoff u. a.  kritisierten, dass sich Chomskys Generative Grammatik aus zwei unterschiedlichen Regelapparaten zusammensetzt: aus einer syntaktisch generativen Tiefenstruktur und einer Interpretativen Semantik, welche die durch die Syntax aufgebauten Strukturen interpretiert.
Stattdessen geht die Generative Semantik von  einer semantischen Tiefenstruktur aus, welcher die syntaktischen Merkmale zugeordnet sind und die unter anderem mit diversen Regelformaten arbeitet: Selektionsregeln (Wohlgeformtheitsbedingungen bzw. Beschränkungen),  logischen Implikationen und von Frege (selbstverständliche Voraussetzung für sprachliche Äußerungen) übernommenen Präsuppositionen, die in Chomskys als universal deklarierter Transformationsgrammatik nicht verwendet wurden.
Chomsky und seine Mitarbeiter beanstandeten ihrerseits an der Generativen Semantik (siehe Linguistik-Kriege), dass sie  bei den semantisch-generativen Ableitungen nicht unterscheidet zwischen Erscheinungen, welche auf Sprachhandlungswissen aufbauen und solchen, welche sprachsystematischer Natur sind (vgl. Fries 1983).
Durch Verfeinerungen der erweiterten Standardtheorie und Präzisierung des Autonomieprinzips (Autonomie spezieller Regelsysteme für Sprachsysteme) wurden einige der von der Generativen Semantik am Aspektmodell kritisierten Punkte  berücksichtigt (siehe Lakoff gegen Chomsky, Entwicklung der Debatte, siehe Linguistik-Kriege). Die Debatte um die semantischen Komponenten beeinflusste auch die Konzeption neuer Sprachtheorien in der Pragmatik und der kognitiven Linguistik.